# Tysklands valutareformer

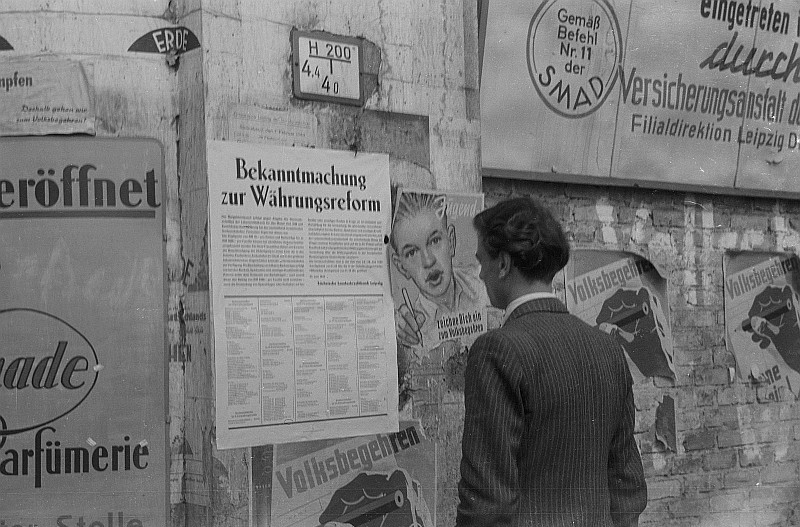
Affisch med information om den kommande valutareformen i Lepzig, Tyskland, 1948.

En valutareform avser större förändringar i ett lands valutasystem. Tyskland har genomfört ett flertal valutareformer från mitten av 1800-talet och framåt. De största har varit valutareformerna 1871–1873, då en enhetlig tysk valuta skapades, reformerna 1923–1925, 1948, 1957, introduktionen av D-mark i före detta Östtyskland 1990 och övergången till euron 1999–2002.

## Reformer

### 1871–1873
Genom reformen skapades en enhetlig tysk valuta. De konventionella valutaenheterna var Taler, Gulden, Kreuzer och Groschen, Med valutareformen omvandlades också decimalsystemet. Bayern var 1876 sist ut med den nya valutan.

### 1924
Omvandlingen från "Mark" (M) till Rentenmark (RM) i november 1923 med en kurs på tusen miljarder Mark till en Rentenmark markerade slutet på den tyska inflationen  1914-1923. 

### Fotnoter
1. ↑  Helmut Rienecker: Geld regiert die Welt. Interessante Ausstellung zum 60. Jahrestag der Währungsreform. Mainpost 24 juni 2008, sidan 29.